# Graptophyllinae
Sous-tribu
Les Graptophyllinae sont une sous-tribu de plantes à fleurs de la famille des Acanthaceae, de la sous-famille des Acanthoideae et de la tribu des Justicieae.
Le genre type de la sous-tribu est Graptophyllum.

## Liste des genres
Afrofittonia – Ballochia – Chamaeranthemum – Chileranthemum – Codonacanthus – Cosmianthemum – Filetia – Glossochilus – Graptophyllum – Herpetacanthus – Isotheca – Linariantha – Mackaya – Odontonema – Oplonia – Phialacanthus – Pranceacanthus – Pseuderanthemum – Psilanthele – Pulchranthus – Ruspolia – Ruttya – Sapphoa – Spathacanthus – Thysanostigma – Wuacanthus

## Publications originales
- (en) Anderson T., 1863. Journal of the proceedings of the Linnean Society. Botany 7: 17.
- (en) McDade L.A., Daniel T.F., Darbyshire I. & Kiel C.A., 2021. Justicieae II: Resolved placement of many genera and recognition of a new lineage sister to Isoglossinae. Aliso 38(1): 1–31, DOI 10.5642/aliso.20213801.02.